# St. Leonhard (Gemeinde Pucking)
Sankt Leonhard ist eine Ortschaft in der Gemeinde Pucking in Oberösterreich.
Die Streusiedlung südöstlich von Pucking besteht aus zwei Dutzend Häusern jenseits der Puckinger Leiten bzw. der Stockbauernhöhe, einem Höhenzug, der sich südöstlich von Pucking erstreckt und über den die West Autobahn führt. Mit St. Leonhard I und St. Leonhard II existieren zwei Katastralgemeinden, wobei zu St. Leonhard I die Orte St. Leonhard, Dörfl und Sipbach zählen und zu St. Leonhard II die Orte Oberschnadt, Unterschnadt und Zeitlham.
Die Filialkirche St. Leonhard bei Pucking, eine Wallfahrtskirche, zeichnet sich durch ungewöhnliche Deckenfresken in den Gewölbefeldern aus, die mit zahlreichen Sternen versehen sind.